# Маса (Тоскана)
 За други населени места Маса вижте Маса (пояснение).  
Маса (на италиански: Massa) е град и община в Италия, в регион Тоскана. Градът е административен център на провинция Маса и Карара.
Площта на общината е 94,13 km², населението – около 70 000 души (2007).